# Eleccions cantonals franceses de 2004

Tendència política dels presidents de consell general després de les eleccions cantonals de 2004

Les eleccions cantonals franceses de 2004 es van celebrar els dies 21 i 28 de març de 2004. S'hi va produir un gran progrés de l'esquerra, que va conquerir la majoria dels departaments francesos.

## Les presidències per partit
- 01 Ain: Charles de la Verpillière (UMP)
- 02 Aisne: Yves Daudigny (PS)
- 03 Alier: Gérard Dériot (DVD)
- 04 Alpes-de-Haute-Provence: Jean-Louis Bianco (PS)
- 05 Hautes-Alpes: Auguste Truphème (DVG)
- 06 Alpes-Maritimes: Christian Estrosi (UMP)
- 07 Ardèche: Pascal Terrasse (PS)
- 08 Ardennes: Benoît Huré (DVD)
- 09 Arieja: Augustin Bonrepaux (PS)
- 10 Aube: Philippe Adnot (Mouvement libéral et modéré)
- 11 Aude: Marcel Rainaud (PS)
- 12 Avairon: Jean Puech (UMP)
- 13 Boques del Roine: Jean-Noël Guérini (PS)
- 14 Calvados: Anne d'Ornano (UDF)
- 15 Cantal: Vincent Descoeur (UMP)
- 16 Charente: Michel Boutant (PS)
- 17 Charente-Maritime: Claude Belot (UMP)
- 18 Cher: Alain Rafesthain (PS)
- 19 Corresa: Jean-Pierre Dupont (UMP)
- 2A Còrsega del Sud: Jean-Claude Panunzi (UMP)
- 2B Alta Còrsega: Paul Giacobbi (PRG)
- 21 Côte-d'Or: Louis de Broissia (UMP)
- 22 Côtes-d'Armor: Claudy Lebreton (PS)
- 23 Cruesa: Jean-Jacques Lozach (PS)
- 24 Dordonya: Bernard Cazeau (PS)
- 25 Doubs: Claude Jeannerot (PS)
- 26 Droma: Didier Guillaume (PS)
- 27 Eure: Jean-Louis Destans (PS)
- 28 Eure-et-Loir: Albéric de Montgolfier (UMP)
- 29 Finisterre: Pierre Maille (PS)
- 30 Gard: Damien Alary (PS)
- 31 Haute-Garonne: Pierre Izard (PS)
- 32 Gers: Philippe Martin (PS)
- 33 Gironda: Philippe Madrelle (PS)
- 34 Erau: André Vezinhet (PS)
- 35 Ille-et-Vilaine: Jean-Louis Tourenne (PS)
- 36 Indre: Louis Pinton (UMP)
- 37 Indre-et-Loire: Marc Pommereau (DVD)
- 38 Isère: André Vallini (PS)
- 39 Jura: Gérard Bailly (UMP)
- 40 Landes: Henri Emmanuelli (PS)
- 41 Loir-et-Cher: Maurice Leroy (UDF)
- 42 Loire: Pascal Clément (UMP)
- 43 Haute-Loire: Gérard Roche (UMP)
- 44 Loire-Atlantique: Patrick Mareschal (PS)
- 45 Loiret: Éric Doligé (UMP)
- 46 Olt: Gérard Miquel (PS)
- 47 Olt i Garona: Michel Diefenbacher (UMP)
- 48 Losera: Jean-Paul Pourquier (UMP)
- 49 Maine-et-Loire: Christophe Béchu (UMP)
- 50 Manche: Jean-François Le Grand (UMP)
- 51 Marne: René-Paul Savary (UMP)
- 52 Haute-Marne: Bruno Sido (UMP)
- 53 Mayenne: Jean Arthuis (UDF)
- 54 Meurthe-et-Moselle: Michel Dinet (PS)
- 55 Meuse: Christian Namy (UMP)
- 56 Ar Mor-Bihan: Joseph-François Kerguéris (UDF)
- 57 Moselle: Philippe Leroy (UMP)
- 58 Nièvre: Marcel Charmant (PS)
- 59 Nord: Bernard Derosier (PS)
- 60 Oise: Yves Rome (PS)
- 61 Orne: Gérard Burel (UMP)
- 62 Pas de Calais: Dominique Dupilet (PS)
- 63 Puy-de-Dôme: Jean-Yves Gouttebel (PS)
- 64 Pirineus Atlàntics: Jean-Jacques Lasserre (UDF)
- 65 Alts Pirineus: François Fortassin (PRG)
- 66 Pirineus Orientals: Christian Bourquin (PS)
- 67 Baix Rin: Philippe Richert (UMP)
- 68 Alt Rin: Charles Buttner (UMP)
- 69 Rhône: Michel Mercier (UDF)
- 70 Haute-Saône: Yves Krattinger (PS)
- 71 Saône-et-Loire: Christophe Sirugue (PS)
- 72 Sarthe: Roland du Luart (UMP)
- 73 Savoia: Jean-Pierre Vial (UMP)
- 74 Alta Savoia: Ernest Nycollin (UMP)
- 75 París: Bertrand Delanoë (PS)
- 76 Seine-Maritime: Didier Marie (PS)
- 77 Sena i Marne: Vincent Eblé (PS)
- 78 Yvelines: Pierre Bédier (DVD)
- 79 Deux-Sèvres: Jean-Marie Morisset (UMP)
- 80 Somme: Daniel Dubois (UDF)
- 81 Tarn: Thierry Carcenac (PS)
- 82 Tarn i Garona: Jean-Michel Baylet (PRG)
- 83 Var: Horace Lanfranchi (UMP)
- 84 Valclusa: Claude Haut (PS)
- 85 Vendée: Philippe de Villiers (MPF)
- 86 Vienne: Alain Fouché (UMP)
- 87 Alta Viena: Marie-Françoise Pérol-Dumont (PS)
- 88 Vosges: Christian Poncelet (UMP)
- 89 Yonne: Henri de Raincourt (UMP)
- 90 Territori de Belfort: Yves Ackermann (PS)
- 91 Essonne: Michel Berson (PS)
- 92 Hauts-de-Seine: Patrick Devedjian (UMP)
- 93 Seine-Saint-Denis: Hervé Bramy (PCF)
- 94 Val-de-Marne: Christian Favier (PCF)
- 95 Val-d'Oise: François Scellier (UMP)

Departaments d'ultramar
- 971 Guadeloupe: Jacques Gillot (app. PS)
- 972 Martinique: Claude Lise (PPM després RDM)
- 973 Guyane: Pierre Désert (div Gauche)
- 974 illa de la Reunió: Nassimah Dindar (UMP)
- 976 Mayotte: Saïd Omar Ouali (?)

## Resultats oficials
|               | 1a Volta   | en %   | 2a Volta   | en %   |
| ------------- | ---------- | ------ | ---------- | ------ |
| Inscrits      | 20.053.956 | 100%   | 16 622 028 | 100%   |
| Abstenció     | 7.237.016  | 36,09% | 5 569 882  | 33,51% |
| Votants       | 12.816.940 | 63,91% | 11.052.146 | 66,49% |
| Blancs i nuls | 526.532    | 4,11%  | 649.953    | 5,88%  |
| Vàlids        | 12.290.408 | 95,89% | 10.402.193 | 94,12% |

| Partits          | Vots 1a Volta | % 1a Volta | Vots 2a Volta | % 2a Volta |
| ---------------- | ------------- | ---------- | ------------- | ---------- |
| Extrema esquerra | 367 817       | 2,99%      | 6 271         | 0,06%      |
| PCF              | 957.223       | 7,79%      | 492.815       | 4,74%      |
| PS               | 3 226 525     | 26,25%     | 4 010 716     | 38,56%     |
| PRG              | 156.05        | 1,27%      | 134.365       | 1,29%      |
| Divers gauche    | 740 521       | 6,03%      | 616 631       | 5,93%      |
| Les Verts        | 502.142       | 4,09%      | 101.434       | 0,98%      |
| Altres écolos    | 48.838        | 0,40%      | 4.588         | 0,04%      |
| Regionalistes    | 50.143        | 0,41%      | 13 180        | 0,13%      |
| CPNT             | 17.786        | 0,14%      | 4.358         | 0,04%      |
| Divers           | 132.883       | 1,08%      | 83.622        | 0,8%       |
| UMP              | 2.574.331     | 20,95%     | 2.831.478     | 27,22%     |
| UDF              | 584.587       | 4,76%      | 484.204       | 4,65%      |
| Divers droite    | 1.396.741     | 11,36%     | 1.103.938     | 10,61%     |
| FN               | 1.490.315     | 12,13%     | 11 620        | 0,11%      |
| Extrema dreta    | 44.251        | 0,36%      | 502.973       | 4,23%      |
| TOTAL            | 12.290.408    | 100%       | 10.402.193    | 100%       |